# Stenoglene plagiatus
Stenoglene plagiatus is een vlinder uit de familie Eupterotidae. De wetenschappelijke naam van deze soort is voor het eerst geldig gepubliceerd in 1911 door Aurivillius.
De soort komt voor in tropisch Afrika.